# Barry McGuire
Barry McGuire, född 15 oktober 1935 i Oklahoma City, Oklahoma, är en amerikansk sångare. Han var mest aktiv under 1960-talet, huvudsakligen i gruppen The New Christy Minstrels och han skrev själv deras hit "Green, green" från 1963. Hans stil var folk-rock. Hans största hits blev dock 1965 "Eve of Destruction" och "This Precious Time". 1966 lyckades han komma in på hitlistorna med "Walking My Cat Named Dog". Han samarbetade med The Mamas & The Papas, och det var meningen att "California Dreaming" skulle ha blivit uppföljare till Eve of Destruction. Men så bestämde sig skivbolaget för att The Mamas & The Papas egen version skulle släppas, och det blev en stor succé. Barry McGuire har från 2008 och framåt turnerat med "Trippin' the Sixties"

## Diskografi (i urval)
Album
- Barry Here and Now (1962)
- The Barry McGuire Album (1963)
- Eve of Destruction (1965)
- This Precious Time (1965)
- The World's Last Private Citizen (1967)
- McGuire and the Doctor (1971)
- Seeds (1972)
- Lighten Up (1974)
- Narnia (1974)
- Jubilation (1975)
- To the Bride (1975)
- Eve of Destruction (Star Power) (1975)
- C'mon Along (1976)
- Anyone But Jesus  (1976)
- Jubilation Two (1976)
- Have You Heard (1977)
- Cosmic Cowboy (1978)
- Inside Out (1979)
- Best of Barry McGuire (1980)
- Finer Than Gold (1981)
- Pilgrim (1989)
- Let's Tend God's Earth (1991)
- When Dinosaurs Walked The Earth  (1995)
- Ancient Garden  (1997)
- Frost And Fire (1999)
- Eve Of Destruction (20 Inspirational Classics) (2000)